# Jan Hruška
Jan Hruška (Unichov, República Checa, 4 de febrero de 1975) es un ciclista checo que debutó como profesional en 1997 con el equipo del ZVVZ.
En 2006, en el marco de la Operación Puerto, fue identificado por la Guardia Civil como cliente de la red de dopaje liderada por Eufemiano Fuentes, al figurar su nombre real en la documentación intervenida. Hruška no fue sancionado por la Justicia española al no ser el dopaje un delito en España en ese momento, y tampoco recibió ninguna sanción deportiva al negarse el juez instructor del caso a facilitar a los organismos deportivos internacionales (AMA, UCI) las pruebas que demostrarían su implicación como cliente de la red de dopaje.

## Palmarés
1998
- 3.º en el Campeonato de la República Checa Contrarreloj

1999
- Campeonato de la República Checa Contrarreloj
- 1 etapa del Herald Sun Tour

2000
- 2 etapas del Giro de Italia

2001
- 1 etapa de la Clásica de Alcobendas

2002
- 1 etapa de la Vuelta al Algarve

2003
- 1 etapa de la Vuelta a La Rioja

2006
- Clásica de Alcobendas, más 1 etapa

2008
- 2.º en el Campeonato de la República Checa Contrarreloj

## Resultados en Grandes Vueltas y Campeonatos del Mundo
| Carrera              | Carrera              | 1996 | 1997 | 1998 | 1999 | 2000 | 2001 | 2002 | 2003  | 2004  | 2005 | 2006 | 2007 |
| -------------------- | -------------------- | ---- | ---- | ---- | ---- | ---- | ---- | ---- | ----- | ----- | ---- | ---- | ---- |
|                      | Giro de Italia       | —    | —    | —    | —    | 14.º | 47.º | —    | —     | —     | 61.º | —    | —    |
|                      | Tour de Francia      | —    | —    | —    | —    | —    | —    | —    | —     | 117.º | —    | —    | —    |
|                      | Vuelta a España      | —    | —    | —    | —    | 75.º | —    | Ab.  | 123.º | 99.º  | —    | —    | —    |
| Mundial en Ruta      | Mundial en Ruta      | —    | —    | —    | Ab.  | —    | 82.º | —    | —     | —     | 40.º | —    | —    |
| Mundial Contrarreloj | Mundial Contrarreloj | —    | 30.º | —    | 32.º | —    | 22.º | —    | —     | —     | 20.º | —    | —    |

―: no participa

Ab.: abandono

## Equipos
- ZVVZ (1997-1999)
- Vitalicio Seguros (2000)
- ONCE-Eroski (2001-2003)
- Liberty Seguros (2004-2005)
- 3 Molinos Resort (2006)
- Relax-GAM (2007)